# Kishane Thompson
Pour les articles homonymes, voir Thompson.
Kishane Thompson, né le 17 juillet 2001, est un athlète jamaïcain spécialiste des épreuves de sprint.

## Biographie
Le 6 juillet 2023 lors des championnats de Jamaïque à Kingston, il établit le temps de 9 s 91, améliorant de près de 3/10e de seconde son personnel (10 s 21). En septembre 2023, lors du meeting Ligue de diamant de Xiamen en Chine, il se classe deuxième de l'épreuve du 100 m derrière l'Américain Christian Coleman en établissant un nouveau record personnel en 9 s 85.
En juin 2024 à Kingston au cours des sélections olympiques jamaïcaines, Thompson porte son record personnel du 100 m à 9 s 82 en séries, puis remporte dès le lendemain la finale  en 9 s 77, meilleure performance mondiale de l'année, devenant le 9e performeur mondial de tous les temps sur cette distance et réalisant le meilleur temps d'un athlète jamaïcain depuis Usain Bolt en 2013.
Lors du 100 mètres aux Jeux olympiques de Paris 2024, il remporte la médaille d'argent en 9 s 79, derrière Noah Lyles qui a réalisé le même temps. Ces derniers sont départagés à la photo-finish, pour cinq millièmes de secondes.

## Palmarès
| Date | Compétition     | Lieu  | Résultat | Épreuve | Temps  |
| ---- | --------------- | ----- | -------- | ------- | ------ |
| 2024 | Jeux olympiques | Paris | 2e       | 100 m   | 9 s 79 |

### National
- Championnats de Jamaïque :
  - 100 m : 1er en 2024

## Records
| Épreuve | Temps             | Lieu     | Date         |
| ------- | ----------------- | -------- | ------------ |
| 100 m   | 9 s 75 (+0,8 m/s) | Kingston | 27 juin 2025 |